# Communauté de communes d’Auzat et du Vicdessos
Die Communauté de communes d’Auzat et du Vicdessos ist ein ehemaliger französischer Gemeindeverband mit der Rechtsform einer Communauté de communes im Département Ariège in der Region Okzitanien. Sie wurde am 14. Januar 2002 gegründet und umfasste zehn Gemeinden. Der Verwaltungssitz befand sich im Ort Auzat.

## Historische Entwicklung
Mit Wirkung vom 1. Januar 2017 fusionierte der Gemeindeverband mit
- Communauté de communes des Vallées d’Ax sowie
- Communauté de communes du Donezan

und bildete so die Nachfolgeorganisation Communauté de communes de la Haute Ariège.

## Ehemalige Mitgliedsgemeinden
1. Auzat
2. Gestiès
3. Goutier
4. Illier-et-Laramade
5. Lercoul
6. Orus
7. Sem
8. Siguer
9. Suc-et-Sentenac
10. Vicdessos